# Marianne Sessi
Marianne Sessi, verh. Natorp, auch Sessi-Natorp bzw. Sessi-Nattorp (* 1770 (?, andere Angabe: 1776) in Rom; † 10. März 1847 in Wien) war eine italienische Opernsängerin.
Marianne Sessi war die älteste von fünf Töchtern des Sängers Giovanni Sessi. In ihrer Jugend zog sie mit ihrer Familie nach Wien. Sie debütierte 1793 an der italienischen Oper in Wien. 1795 heiratete sie den Kaufmann Franz Josef Natorp und unterbrach ihre Karriere bis zu dessen Tod 1804. Danach trat sie wieder als Sängerin in Italien, Portugal, England, Österreich, Russland, Deutschland und Skandinavien auf. Zuletzt trat sie 1836 in Hamburg auf, war dann Gesangslehrerin in Berlin und übersiedelte schließlich wieder nach Wien.